# Mr Inbetween
Mr Inbetween – australijski serial telewizyjny (czarna komedia, dramat) wyprodukowany przez Create NSW, Screen Australia, Jungle Entertainment, Blue-Tongue Films oraz FX Productions, którego twórcą jest Scott Ryan. Serial jest emitowany od 25 września 2018 roku przez FX.
Serial opowiada o Rayu Shoesmicie, płatnym mordercy, który stara się być najlepszym mężem i ojcem dla swoich dzieci.

## Obsada

### Główna
- Scott Ryan jako Ray Shoesmith
- Justin Rosniak jako Gary
- Brooke Satchwell jako Ally
- Nicholas Cassim jako Bruce
- Chika Yasumura jako Brittany
- Damon Herriman jako Freddy
- Natalie Tran jako Jacinta
- Jackson Tozer jako Vasilli

## Odcinki
| Sezon | Odcinki | Oryginalna emisja w FX | Oryginalna emisja w FX |
| Sezon | Odcinki | Premiera sezonu        | Finał sezonu           |
| ----- | ------- | ---------------------- | ---------------------- |
| 1     | 6       | 25 września 2018       | 9 października 2018    |
| 2     | 11      | 12 września 2019       | 21 listopada 2019      |
| 3     | 9       | 25 maja 2021           | 13 lipca 2021          |

### Sezon 1 (2018)
| Nr | # | Tytuł                          | Reżyseria     | Scenariusz | Premiera FX         |
| -- | - | ------------------------------ | ------------- | ---------- | ------------------- |
| 1  | 1 | Pee Pee Guy                    | Nash Edgerton | Scott Ryan | 25 września 2018    |
| 2  | 2 | Unicorns Know Everybody's Name | Nash Edgerton | Scott Ryan | 25 września 2018    |
| 3  | 3 | Captain Obvious                | Nash Edgerton | Scott Ryan | 2 października 2018 |
| 4  | 4 | On Behalf of Society           | Nash Edgerton | Scott Ryan | 2 października 2018 |
| 5  | 5 | Hard Worker                    | Nash Edgerton | Scott Ryan | 9 października 2018 |
| 6  | 6 | Your Mum's Got a Strongbox     | Nash Edgerton | Scott Ryan | 9 października 2018 |

### Sezon 2 (2019)
| Nr | #  | Tytuł                      | Reżyseria     | Scenariusz | Premiera FX          |
| -- | -- | -------------------------- | ------------- | ---------- | -------------------- |
| 7  | 1  | Shoulda Tapped             | Nash Edgerton | Scott Ryan | 12 września 2019     |
| 8  | 2  | Don't Be A Dickhead        | Nash Edgerton | Scott Ryan | 19 września 2019     |
| 9  | 3  | I Came From Your Balls?    | Nash Edgerton | Scott Ryan | 26 września 2019     |
| 10 | 4  | Monsters                   | Nash Edgerton | Scott Ryan | 3 października 2019  |
| 11 | 5  | Can't Save You             | Nash Edgerton | Scott Ryan | 10 października 2019 |
| 12 | 6  | Let Me Stop You There      | Nash Edgerton | Scott Ryan | 17 października 2019 |
| 13 | 7  | Watch Out For Snakes       | Nash Edgerton | Scott Ryan | 24 października 2019 |
| 14 | 8  | See You In Your Dreams     | Nash Edgerton | Scott Ryan | 31 października 2019 |
| 15 | 9  | Socks Are Important        | Nash Edgerton | Scott Ryan | 7 listopada 2019     |
| 16 | 10 | Nice Face                  | Nash Edgerton | Scott Ryan | 14 listopada 2019    |
| 17 | 11 | There Rust, and Let Me Die | Nash Edgerton | Scott Ryan | 21 listopada 2019    |

### Sezon 3 (2021)
| Nr | # | Tytuł                 | Reżyseria     | Scenariusz | Premiera FX     |
| -- | - | --------------------- | ------------- | ---------- | --------------- |
| 18 | 1 | Coulda Shoulda        | Nash Edgerton | Scott Ryan | 25 maja 2021    |
| 19 | 2 | Champ                 | Nash Edgerton | Scott Ryan | 25 maja 2021    |
| 20 | 3 | All I Ever Wanted     | Nash Edgerton | Scott Ryan | 1 czerwca 2021  |
| 21 | 4 | Cut the Crap Princess | Nash Edgerton | Scott Ryan | 8 czerwca 2021  |
| 22 | 5 | Before I Went to War  | Nash Edgerton | Scott Ryan | 15 czerwca 2021 |
| 23 | 6 | Ray Who?              | Nash Edgerton | Scott Ryan | 22 czerwca 2021 |
| 24 | 7 | I'm Your Girl         | Nash Edgerton | Scott Ryan | 29 czerwca 2021 |
| 25 | 8 | I'll See You Soon     | Nash Edgerton | Scott Ryan | 6 lipca 2021    |
| 26 | 9 | I'm Not Leaving       | Nash Edgerton | Scott Ryan | 13 lipca 2021   |

## Produkcja
11 maja 2018 roku stacja FX ogłosiła zamówienie serialu od Scotta Ryana.
Na początku października 2018 roku stacja FX ogłosiła przedłużenie serialu o drugi sezon.